# Mas Blanc (Celrà)
El Mas Blanc és un veïnat situat en el terme de Celrà, al Gironès. S'hi troba al sud de la capitalitat municipal, i comunicada per una pista forestal, a la vora de la riera de Mavalls. L'any 2009 comptava amb 16 residents.